# 安保清康

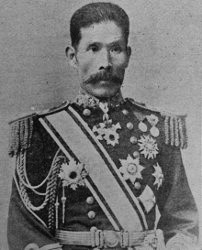
安保清康

安保 清康（あぼ きよやす、1843年1月30日（天保14年1月1日） - 1909年10月27日）は、日本の海軍軍人。最終階級は海軍中将。男爵。旧姓は林。通称は謙三。海軍の先覚者の一人。

## 経歴
備後国御調郡向島西村（現在の広島県尾道市）の医師・林金十郎の四男として生れる。12歳で広島に出て漢学、医学を学ぶ。1860年、長崎で医学を学び、英国軍艦に乗組んで二年間軍学を学んだ。1865年何礼之が開設した私塾で前島密らとともに学ぶ。 薩摩藩の講師として招かれた前島に誘われ薩摩藩へ移る。1866年、小松清廉、西郷隆盛に請われ薩摩藩の海軍養成に携わる。1867年薩摩藩に軍艦｢春日丸｣を購入するよう島津久光に進言。同年「春日丸」に乗組んで三条実美らを筑前から迎え、1868年「春日丸」艦長となる。同年、幕府艦「開陽」と阿波沖に戦い、ついで奥羽北越に転戦した。のち兵庫軍務官出仕、「和泉丸」艦長、兵部権少丞（大坂在勤）、兵部少丞を経て、1871年、陸軍中佐。大坂鎮台に勤務し1872年、兵部省が陸軍、海軍に分割されると海軍に身を投じ海軍中佐任官。海軍の創設に携わり徴兵令の必要を主張した。以後、海軍省軍務局勤務、兼水平本部長、台湾蕃地事務局勤務、海軍省副官兼軍務局長、兼東海鎮守府副官、神戸臨時海事事務局長などを歴任した。この間、佐賀の乱・台湾の役・西南戦争に出征、1880年2月、海軍少将に進級。
兼東海鎮守府長官、海軍省副官、規程局長、参事院議官出仕、元老院議官を経て、1886年1月、主計総監・会計局長となる。1889年3月、少将に復任し海軍将官会議幹事、技術会議議長を歴任し、1890年9月、海軍中将に進級。海軍大学校長、佐世保鎮守府長官を務め、1894年7月、予備役に編入されたが、翌年5月に召集を受け呉鎮守府司令長官に1896年2月まで在任した。1906年1月1日、後備役となる。
1896年6月5月、日清戦争の功により男爵を叙爵し華族となり、同年12月、「安保」に改姓した。
坂本龍馬の晩年の友人で、1867年11月、龍馬が暗殺される直前に、手紙のやりとりをしていた人物の一人。林は面談を求める龍馬からの手紙に促され上京し11月16日、近江屋に着き惨劇を知った。谷干城らと瀕死の重傷を負った中岡慎太郎から暗殺の状況を聞き、遺体を鳥野辺に埋葬したとされる。墓所は青山霊園。

## 栄典
位階
- 1873年（明治6年）6月25日 - 従五位[7]
- 1886年（明治19年）10月28日 - 従四位[8]
- 1890年（明治23年）10月8日 - 従三位[9]
- 1909年（明治42年）10月27日 - 従二位[10]

勲章
- 1888年（明治21年）5月29日 - 勲二等旭日重光章[11]
- 1895年（明治28年）
  - 8月20日 - 勲一等瑞宝章[12]
  - 11月18日 - 明治二十七八年従軍記章[13]
- 1909年（明治42年）10月27日 - 旭日大綬章[10][14]

外国勲章佩用允許
- 1885年（明治18年）5月30日 - ハワイ王国：王冠勲章ナイトグランドオフィシル[15]

## 親族
- 養嗣子 安保清種（海軍大将）

## 著書
- 『男爵安保清康自叙伝』安保清種出版、1919年。